# Halvökensångare
Halvökensångare (Nesillas lantzii) är en fågel i familjen rörsångare inom ordningen tättingar.

## Utseende och läte
Halvökensångaren är en medelstor ljusbrun tätting med en lång spretig stjärt. Lätet som avges oupphörligen har liknats vid en tickande Geigermätare. Jämfört med tsikiritysångaren är den ljusare brun, med ljusare läte. Den liknar även madagaskarrörsångaren, men är ljusare med mindre tydlig streckning på bröstet och ett vitt ögonbrynsstreck.

## Utbredning och systematik
Fågeln förekommer i områden med halvöken på sydvästra Madagaskar. Den behandlas som monotypisk, det vill säga att den inte delas in i några underarter.

### Familjetillhörighet
Rörsångarna behandlades tidigare som en del av den stora familjen sångare (Sylviidae). Genetiska studier har dock visat att sångarna inte är varandras närmaste släktingar. Istället är de en del av en klad som även omfattar timalior, lärkor, bulbyler, stjärtmesar och svalor. Idag delas därför Sylviidae upp i ett flertal familjer, däribland Acrocephalidae.

## Levnadssätt
Halvökensånfaren hittas i spikskog och torra buskmarker, där den håller sig gömd i undervegetationen.

## Status
Arten har ett begränsat utbredningsområde, men beståndet anses vara stabilt. IUCN kategoriserar arten som livskraftig.

## Namn
Fågelns vetenskapliga artnamn hedrar den franske vetenskapsmannen A. Lantz, verksam på Madagaskar 1867–1877.